# بئر بازرارة (القطن)
'

تعديل مصدري - تعديل

بئر بازرارة هي إحدى قرى عزلة القطن بمديرية القطن التابعة لمحافظة حضرموت، بلغ تعداد سكانها 42 نسمة حسب تعداد اليمن لعام 2004.